# Conny Aerts
Conny Clara Aerts (* 26. Januar 1966 in Brasschaat) ist eine belgische Astronomin.
Aerts studierte Mathematik an der Universität Antwerpen und wurde 1993 an der Katholischen Universität Löwen in Astronomie promoviert, wo sie 2001  Dozent und 2007 ordentlicher Professor wurde und Direktorin des Instituts für Astronomie ist. Außerdem ist sie seit 2004 Professor an der Radboud-Universität Nijmegen.
Sie befasst sich vor allem mit Asteroseismologie, die schon Gegenstand ihrer Dissertation war. Sie war bzw. ist an Hipparcos und der Corot-Mission beteiligt und am Kepler-Weltraumteleskop.
2012 erhielt sie den Francqui-Preis. 2009 erhielt sie einen Advanced Grant des ERC. Sie ist seit 2011 Mitglied der Königlich Flämischen Akademie der Wissenschaften, seit 2010 Ehren-Fellow der Royal Astronomical Society und seit 2021 ausländisches Mitglied der Königlich Niederländischen Akademie der Wissenschaften. 2003 bis 2006 war sie Präsidentin der Kommission für Variable Sterne der Internationalen Astronomischen Union. Sie war seit 2007 Mitglied von CU7 innerhalb von DPAC und beschäftigte sich mit variablen Sternen, wechselte 2009 zum ESA Space Science Advisory Commitee (SSAC). 2019 wurde ein Asteroid nach ihr benannt: (413033) Aerts. 2022 wurde sie mit dem Kavli-Preis in Astrophysik ausgezeichnet und 2024 mit dem Crafoord-Preis in Astronomie.

## Schriften
- mit Jørgen Christensen-Dalsgaard, D.W. Kurtz: Asteroseismology, Springer 2010